# George Yarno
George Anthony Yarno (Spokane (Washington), 12 de agosto de 1957 – 8 de agosto de 2016) foi um jogador profissional de futebol, um guarda de dez temporadas da National Football League com Tampa Bay, Atlanta, e Houston. Ele também jogou duas temporadas com o Denver Gold da USFL.
Yarno trabalhou como treinador linha ofensiva para um número de equipes colegiais e profissionais. Após a sua libertação a partir do Detroit Lions após a temporada 2012, Yarno aceitou o trabalho linha treinador ofensivo com os Jacksonville Jaguars em 2013.[carece de fontes?]